# 白玉

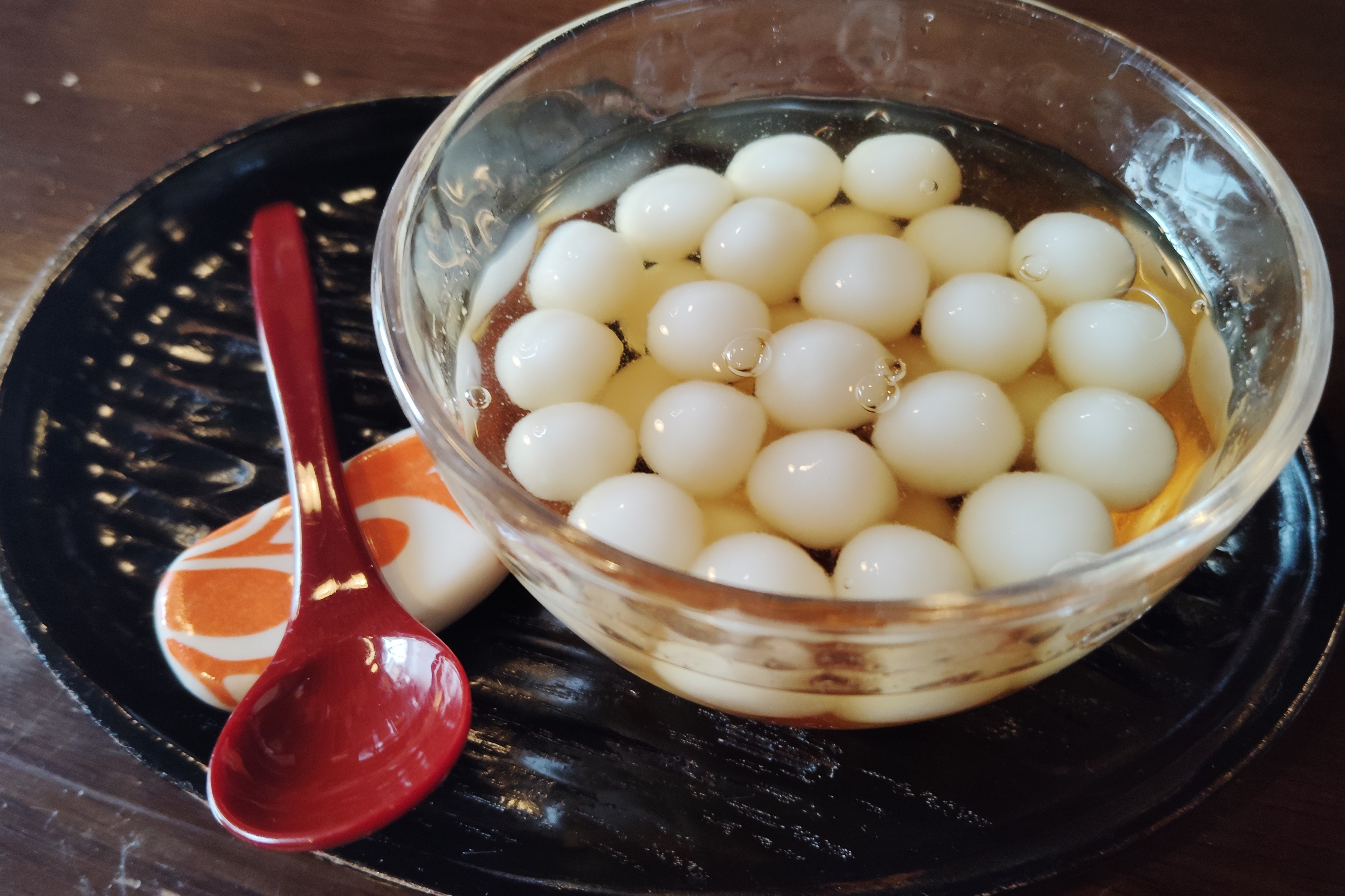
白玉団子（長崎県島原市のかんざらし）

白玉（しらたま）とは、白玉粉と呼ばれる米の粉で作った団子である。

## 概要
白玉粉に重量の80 - 90%の水を加えてこねて、一口大の大きさに成形し、沸騰水で茹でて冷水に取り、汁粉に入れたり、あんみつ・みつまめやかき氷に添えたりするほか、白玉汁として副菜になる場合もある。
比較的安価な餅粉は、白玉粉と同じく餅米を原材料とするが製法が異なり、代用すると白玉特有の滑らかな舌触りが得られない。米の代わりにジャガイモをゆでてつぶし、片栗粉と練り混ぜて小さなじゃがいも団子を作ることもできる。
のどごしや粒の大きさを指標に、生活科学部の学生は「備蓄食品アレンジレシピ」として2020年1月に白玉粉を使ったデザートのレシピを配布した。備蓄できる大豆製品である高野豆腐を粉末状にして活用、黒蜜をからめ、きな粉をまぶしたデザートである。

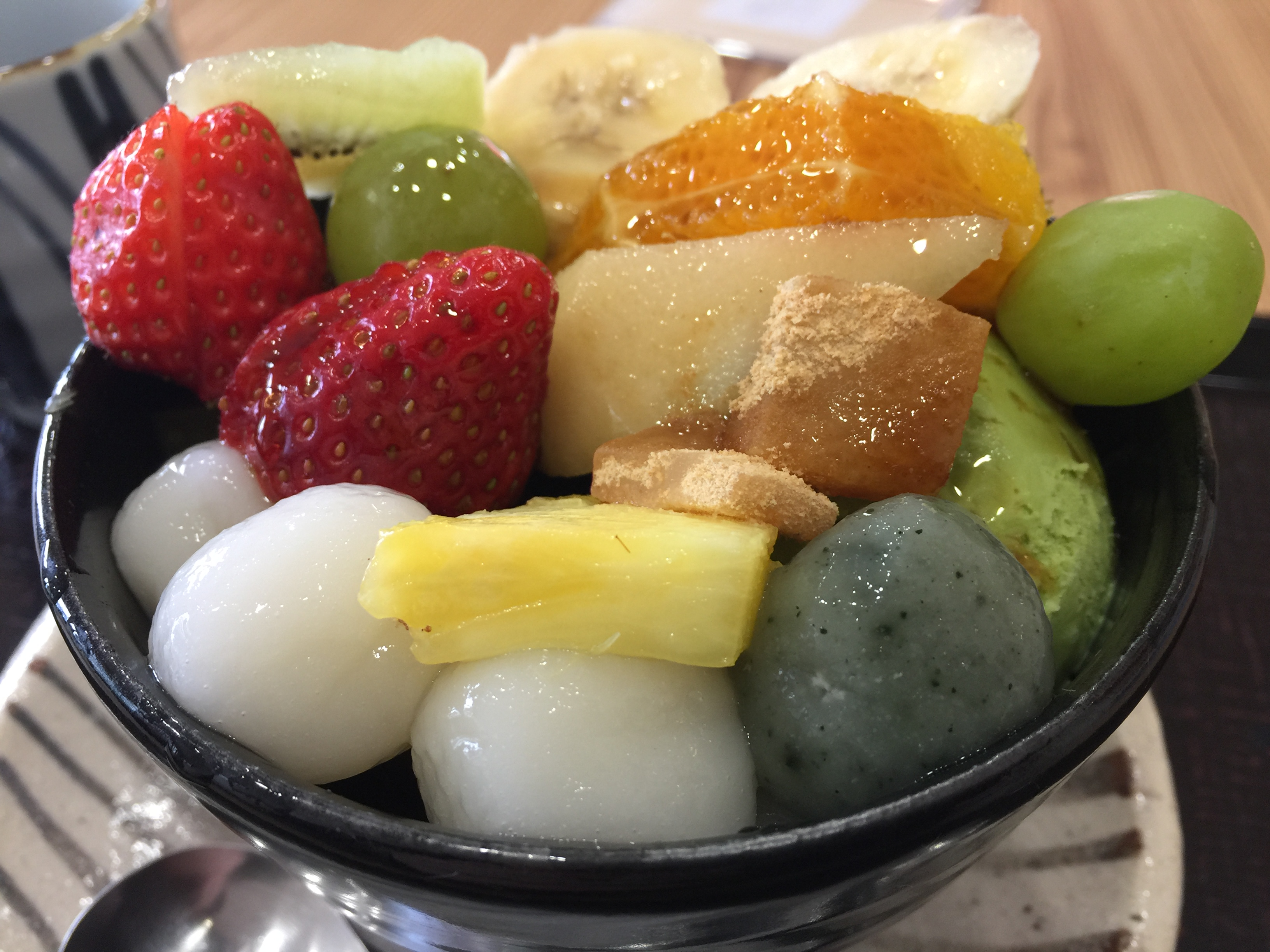
白玉を添えたあんみつ
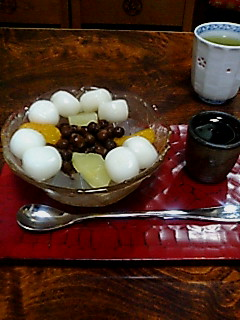
白玉を添えたみつまめ
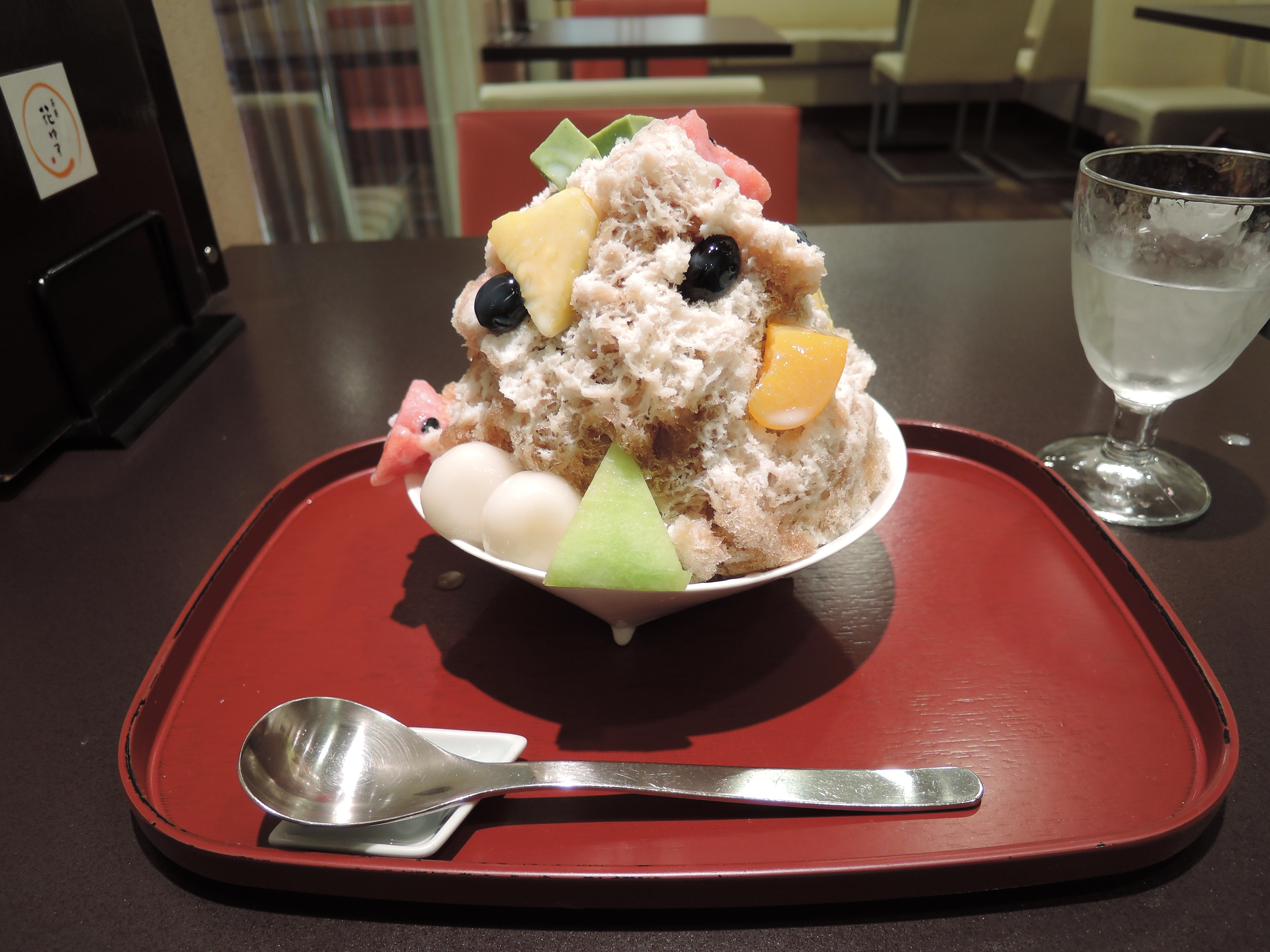
白玉を添えたかき氷

## 歴史
一説には鎌倉時代に、中国・南宋へ禅の修行に訪れた日本の修行僧、日本への渡来僧が「湯円」をもたらしたといわれる。一般に広まったのは、江戸時代・元禄のころで、砂糖や甘味の餡が入手しやすくなったので大衆化されたという。江戸後期から明治に流通した、白玉粉の商品パッケージを集めた貼り混ぜ帳を見ると、寒ざらし（寒製）をうたう商品が当時からあったとわかる。

## 白玉を食べる時期
白玉を食べる時期は特に定まっていないが、月見（旧暦8月15日夜）に供されることが多い。また、一般化されていないが、全国穀類工業協同組合は、白玉を2つ並べると8の字になることから「8月8日は白玉の日」と定めている。

## 食品の物理的特性
振動を与えて食品の粘り（粘性）ともちもち感（弾性）を計測する資料として、白玉を用いた手法が考えられた。

## 事故
日本の学校給食などで、幼児・児童が白玉を喉に詰まらせる死亡事故が発生している。
- 2010年、栃木県真岡市で、当時小学校1年生の男子児童が、給食の白玉汁の白玉団子(冷凍白玉)を喉に詰まらせ意識不明の重体となった。2013年1月に亡くなった[7][8]。

- 2012年、東京都あきる野市の認可保育所で、1歳6か月児が白玉で死亡[7]。

- 2012年、栃木市の市立保育園で、フルーツポンチが提供され、2歳の女児が白玉を喉に詰まらせて死亡[7][9]。